# ウサギのフローレンス
『ウサギのフローレンス』は、イギリスの作家リス・ノートンによって執筆された児童書のシリーズである。日本では山本和子によって翻訳され、イラストレーターの小林さゆりが作画を担当し、学研プラス（旧・学研教育出版）から出版されている。全4巻。
ブルーベルの森に住んでいるウサギの女の子、フローレンスを主人公としている。
幼稚園児〜小学校低学年向け。

## 登場キャラクター
フローレンス
この物語の主人公である、元気いっぱいなウサギの女の子。ブルーベルの森に住んでいる。縄跳びが得意。
イービー
探検が大好きなリスの女の子。フローレンスの友達。
ナタリー
料理とお絵描きが上手なハリネズミの女の子。フローレンスの友達。
ハニー
モリネズミの女の子。気が強く、しっかり者。フローレンスの友達。
ロージー
とても小さいウサギの女の子。フローレンスの妹。
フローレンスのママ
フローレンスとロージーの母親。家事で忙しい。
フローレンスのパパ
フローレンスとロージーの父親。毛布を作っている職人である。
ヘーゼルグローブ先生
モグラの男性。フローレンスたちが通う小学校の教師。
ウィンターグリーン先生
ネズミの女性教師。
アルビーとハービー
モリネズミの男の子たち。双子で、ハニーの兄。いたずら好き。
レジー
小さなリスの男の子。イービーの弟。
イービーのママ
イービーとレジーの母親。お菓子作りが得意。
イービーのパパ
イービーとレジーの父親。
イービーのおじいちゃん
イービーとレジーの祖父。母方か父方かは不明。ブルーベルの森以外の遠くの森にも詳しい。
ナタリーのパパ
ナタリーの父親。娘のことが大好き。
ナタリーのママ
ナタリーの母親。心優しい性格。
チャービルさん
ウサギの男性。職業は郵便関係。
ホーンビームさん
トガリネズミの男性。職業は大工。
ピーター
小さなリスの男の子。ヘーゼルナッツの森の向こうに住んでいる。
ピーターのママ
ピーターの母親。
ピーターのパパ
ピーターの父親。

## 既刊一覧
- ウサギのフローレンス 野原のたんじょうび会 ISBN 978-4-05-203965-2
- ウサギのフローレンス はじめてのダンスパーティー ISBN 978-4-05-204002-3
- ウサギのフローレンス 金色はっぱのひみつきち ISBN 978-4-05-204061-0
- ウサギのフローレンス きらきら雪のワンダーランド ISBN 978-4-05-204064-1